# Chalcoela iphitalis
Chalcoela iphitalis là một loài bướm đêm trong họ Crambidae.